# Вулиця Сметаніна (Сіверськодонецьк)
Ву́лиця Смета́ніна — вулиця у Сіверськодонецьку довжиною 1 470 метрів. Починається від вулиці Богдана Ліщини, перетинається з вулицями Юності і Єгорова. В неї впираються вулиці Партизанська, Танкістів, Травнева, проспект Центральний і вулиця Миколи Амосова. Закінчується на перетині з вулицею Миколи Амосова. Забудована багатоповерховими будинками. Перейменована з вулиці Паркова на честь героя Радянського союзу Володимира Сметаніна, який провів дитинство і юність в Павлограді. На вулиці розташовані Перша міська лікарня і поліклініка, військовий шпиталь, пологовий будинок, вхід до колишнього міського парку культури і відпочинку ім. Горького, спортивний клуб «Хімік», Дитяча юнацька спортивна школа № 3, Стадіон «Хімік», спортивний зал «Олімпія».

## Галерея

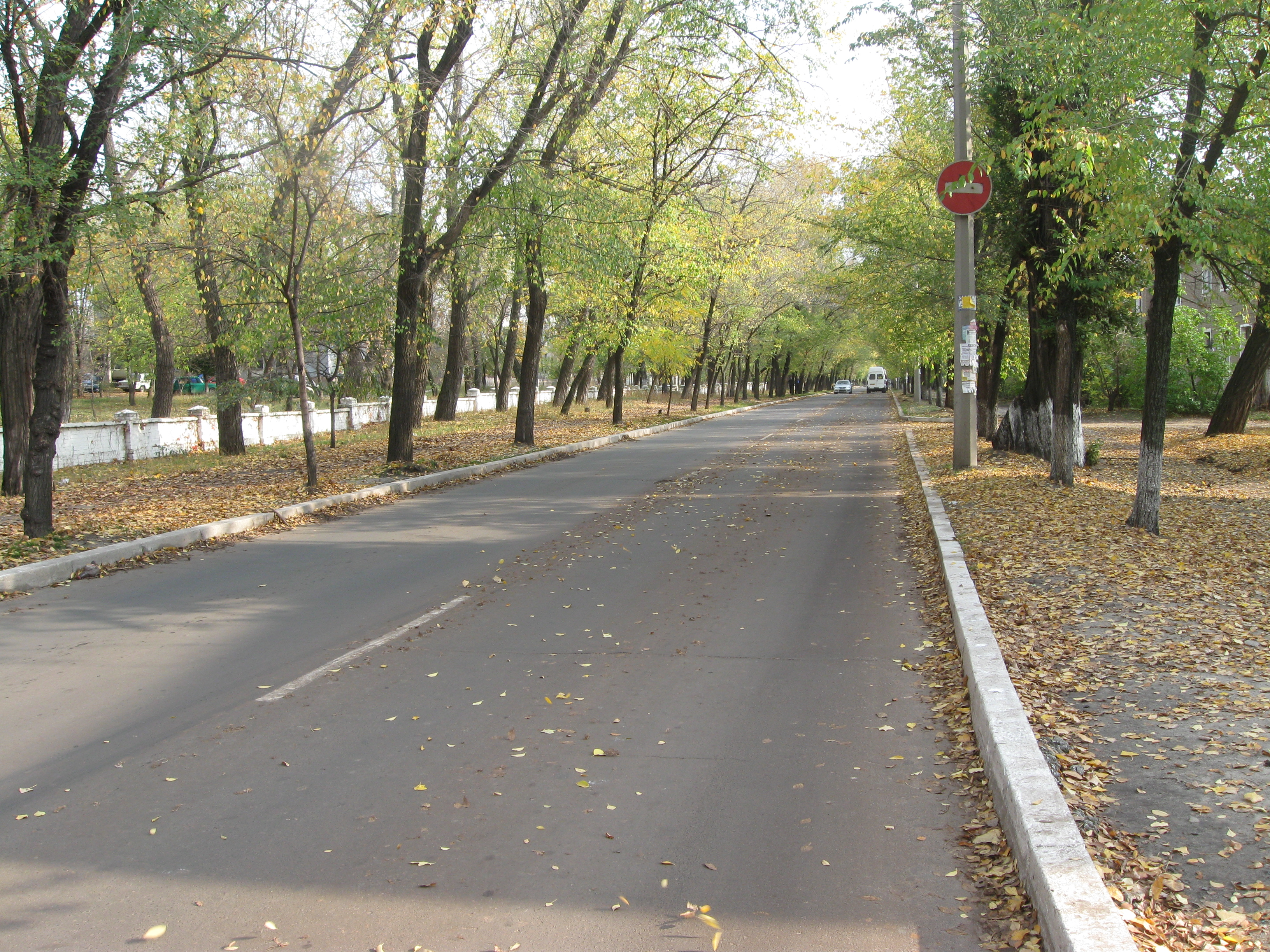
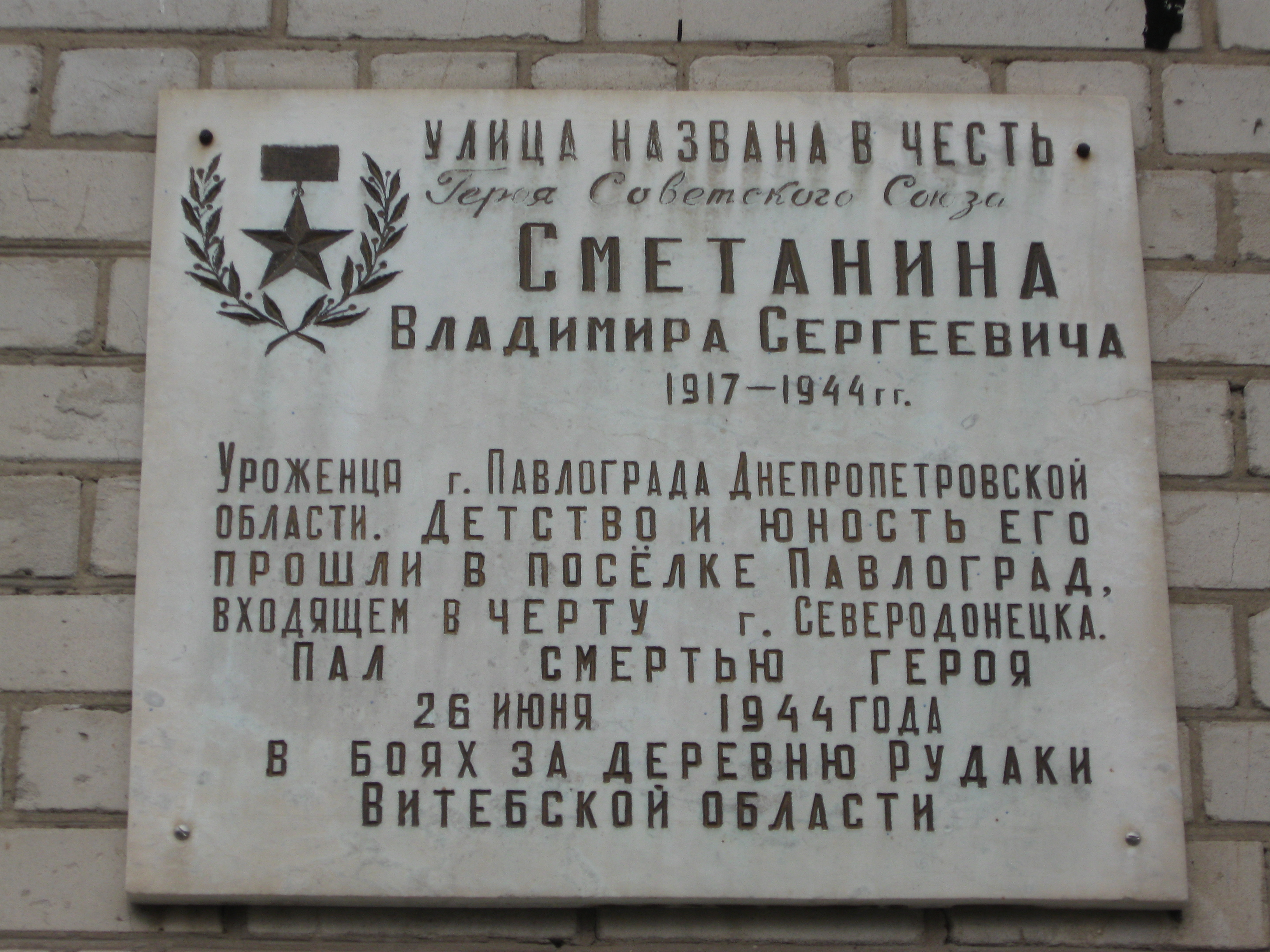
Анотаційна дошка на ДЮСШ (будинок № 5)